# Capanna Grossalp
La capanna Grossalp è un rifugio alpino situato nel comune di Bosco Gurin, nel Canton Ticino, nelle Alpi Lepontine, a 1.907 m s.l.m.

## Storia
La prima struttura fu inaugurata nel 1966, ma fu distrutta da un incendio e ricostruita nel 1998.

## Caratteristiche e informazioni
La capanna è disposta su due piani, con refettorio unico per un totale di 50posti. Sono a disposizione piani di cottura sia a legna che a gas, completi di utensili di cucina. I servizi igienici e l'acqua corrente sono all'interno dell'edificio. Il riscaldamento è a legna. L'illuminazione è prodotta da pannelli solari. I 36 posti letto sono suddivisi in 3 stanze.

## Accessi
- Stazione d'arrivo seggiovia 1.970 m - Tempo di percorrenza: 10 min - Difficoltà: T1
- Bosco Gurin 1.503 m - Bosco Gurin è raggiungibile anche con i mezzi pubblici. - Tempo di percorrenza: 1,15 ore - Dislivello: 400 metri  - Difficoltà: T2
- Cimalmotto 1.405 m - Campo Vallemaggia è raggiungibile anche con i mezzi pubblici. - Tempo di percorrenza: 3 ore - Dislivello: 500 metri - Difficoltà: T2.

## Escursioni
- Giro del Lago Superiore (2.254 m) - Tempo di percorrenza: 4 ore - Dislivello: 400 metri - Difficoltà: T3.

## Traversate
- Capanna Pian di Crest 8 ore